# Artikelbrief

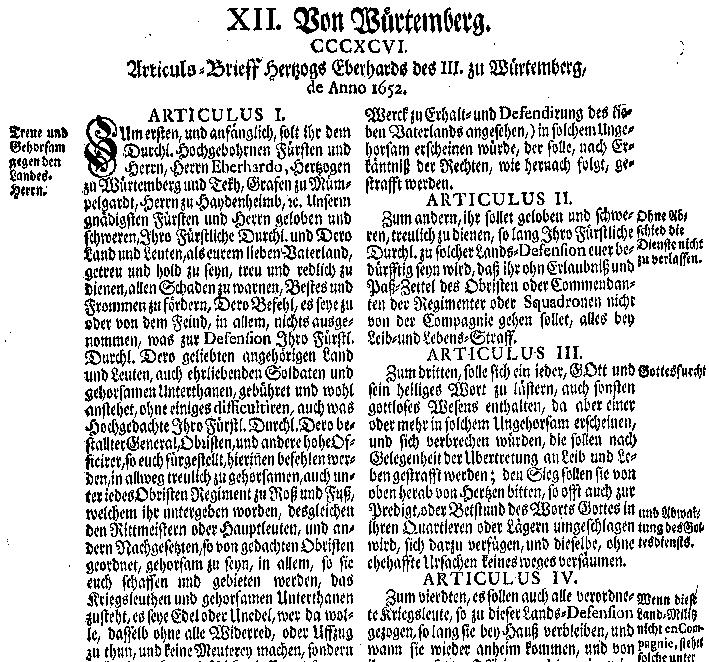
Artikels-Brief

Unter einem Artikelbrief verstand man vom 15. bis zum 18. Jahrhundert bei den Landsknechten und Soldaten die schriftliche Sammlung von Artikeln über ihre Pflichten und Rechte. Sie wurden ursprünglich von den Obristen, später von den jeweiligen Landesherren verfasst.
Enthielten die ersten Artikels-Briefe nur die Regeln für den Feldzug (Feldordnung), so wurden sie im Laufe der Zeit immer ausführlicher und enthielten Artikel über die allgemeine Disziplin, den Gehorsam, den Ehrenkodex, die Rechte der Landsknechte sowie über die Eingrenzung ihrer Mitsprache und Selbstverwaltung innerhalb eines Landsknechtsregiments. Auf den Artikelbrief mussten alle Angeworbenen schwören.
Im Einzelnen wichen die jeweiligen Artikelbriefe voneinander ab, beschrieben aber grundsätzlich die vertragliche Verpflichtung zwischen dem Landsknecht/Soldaten und seinem Soldherrn und die Pflicht zum Gehorsam gegenüber allen Befehlen – ausnahmslos und für alle Ränge.